# Mission Hills (Los Ángeles)
Mission Hills es un barrio ubicado en la ciudad de Los Ángeles en el condado de Los Ángeles en el estado estadounidense de California.

## Geografía
Mission Hills se encuentra ubicada en las coordenadas 34°15′26″N 118°28′1″O / 34.25722, -118.46694.